# والتر نيوسيل
والتر نيوسيل (بالألمانية: Walter Neusel) مواليد 25 نوفمبر 1907 في بوخوم، شمال الراين-وستفاليا - الوفاة 03 أكتوبر 1964 في برلين، كان ملاكم محترف ألماني صنّف ضمن فئة الوزن الثقيل بدأ مسيرته الاحترافية سنة 1930.

## إحصائيات
خاض خلال مسيرته 90 نزالا، فاز في 68 وتعادل في 9 وخسر في 13. فاز بالضربة القاضية في 36 نزالا.

## روابط خارجية
- والتر نيوسيل على موقع مونزينجر (الألمانية)
- والتر نيوسيل على موقع بوكس ريك (الإنجليزية) (registration required)